# Зицо фон Шварцбург
Гюнтер Зицо фон Лойтенберг/Шварцбург (на немски: Günther Sizzo von Leutenberg; Günther Sizzo Fürst zu Schwarzburg-Rudolstadt; Günther Sizzo Prinz von Schwarzburg; * 3 юни 1860, Рудолщат; † 24 март 1926, Гросхартау) от фамилията Шварцбург, е принц на Лойтенберг, от 1896 г. принц на Шварцбург-Рудолщат, от 1910 г. принц на Шварцбург, княз на Шварцбург, граф на Хонщайн, господар на Арнщат, Зондерсхаузен, Лойтенберг, Бланкенбург и шеф на рода (1925 – 1926). Той е наследник на княз Гюнтер Виктор фон Шварцбург-Рудолщат (1852 – 1925), който е последният регент на двете княжества до Ноемврийската революция 1918 г. и абдикира на 22 ноември 1918 г.

## Биография
Той е син на княз Фридрих Гюнтер фон Шварцбург-Рудолщат (1793 – 1867) и втората му съпруга (морг.) принцеса Хелена фон Анхалт, графиня фон Рейна (1835 – 1860), дъщеря на Георг фон Анхалт-Десау (1796 – 1865) и Тереза Емма фон Ердмансдорф, графиня фон Рейна (1807 – 1848).
Баща му дава при раждането му през 1860 г. титлата „принц фон Лойтенберг“ и умира, когато той е на седем години. Чичо му Алберт (1798 – 1869) поема управлението на княжеството на 28 юни 1867 г. след смъртта на баща му. Той умира след две години и през 1869 г. синът му Георг Алберт (1838 – 1890) става 9. княз на Шварцбург-Рудолщат.
През 1880 г. Зицо фон Лойтенберг започва военна служба в Курфюрство Саксония, на 29 март 1881 г. става лейтенант. Той трябва да напусне и през октомври 1892 г. отива в Хартхау. На 2 юни 1896 г. той се нарича „принц фон Шварцбург“.
След смъртта на княз Георг Алберт през 1890 г. братовчед му Гюнтер Виктор фон Шварцбург-Рудолщат (1852 – 1925) става регент и е наследен от Зицо фон Шварцбург. След смъртта на Гюнтер Виктор на 16 април 1925 г. в дворец Зондерсхаузен, Зицо става шеф на цялата фамилия Шварцбург с (неофициална) титла „княз“. Княгиня става обаче Анна Луиза фон Шьонбург-Валденбург (1871 – 1951), вдовицата и единствена наследница на Гюнтер Виктор фон Шварцбург-Рудолщат. Започва наследствен конфликт между нея и Зицо.
Гюнтер Зицо фон Лойтенберг/Шварцбург умира на 65 години на 24 март 1926 г. в Гросхартау и е погребан там в парка. Като шеф на фамилията следва единственият му син принц Фридрих Гюнтер фон Шварцбург. През 1942 г. последната княгиня фон Шварцбург обаче осиновява принц Вилхелм фон Шьонбург-Валденбург, най-малкият син на нейния брат Улрих Георг фон Шьонбург-Валденбург. През 1945 г. обаче тя е национализирана.

## Фамилия
Гюнтер Зицо фон Лойтенберг се жени на 25 януари 1897 г. в Десау за принцеса Александра Тереза Мария фон Анхалт-Десау (* 4 април 1868; † 26 август 1958, Шветцинген), дъщеря на княз Фридрих I фон Анхалт (1831 – 1904) и принцеса Антоанета фон Саксония-Алтенбург (1838 – 1908). Те имат децата:
- Мария Антоанета фон Шварцбург (* 7 февруари 1898, Гросхартау; † 4 ноември 1984, дворец Блументал, Клинген), омъжена на 4 януари 1925 г. във Вилденфелс за граф Фридрих Магнус V фон Золмс-Вилденфелс (* 1 ноември 1886; † 6 септември 1945), син на граф Фридрих Магнус IV фон Золмс-Вилденфелс (1847 – 1910) и графиня Жаклина Кристина Анна Аделаида Бентинк (1855 – 1933)
- Ирена фон Шварцбург (* 27 май 1899, Гросхартау; † 28 февруари 1939, Мюнхен), неомъжена, погребана в гробницата на баща ѝ в Гросхартау
- Фридрих Гюнтер фон Шварцбург (* 5 март 1901, Гросхартау; † 9 ноември 1972, Мюнхен), принц на Шварцбург, женен на 7 март 1938 г. в Хайнрихау, Силезия, (развод на 1 ноември 1938, Бауцен) за принцеса София Луиза Аделхайд Мария Олга Карола фон Саксония-Ваймар-Айзенах (* 20 март 1911; † 21 ноември 1988), дъщеря на велик херцог Вилхелм Ернст фон Саксония-Ваймар-Айзенах (1876 – 1923) и принцеса Феодора фон Саксония-Майнинген (1890 – 1972).

- Принцеса Александра фон Шварцбург
- Принц Фридрих Гюнтер, синът на Зицо фон Шварцбург, със съпругата му София